# Santa María Coixtepec
Santa María Coixtepec är en ort i Mexiko.   Den ligger i kommunen Santiago Xanica och delstaten Oaxaca, i den sydöstra delen av landet, 500 km sydost om huvudstaden Mexico City. Santa María Coixtepec ligger 983 meter över havet och antalet invånare är 338.
Terrängen runt Santa María Coixtepec är kuperad åt sydväst, men åt nordost är den bergig. Runt Santa María Coixtepec är det ganska glesbefolkat, med 23 invånare per kvadratkilometer. Närmaste större samhälle är Los Naranjos Esquipulas, 19,6 km väster om Santa María Coixtepec. I omgivningarna runt Santa María Coixtepec växer huvudsakligen savannskog.